# 日大生殺し事件
日大生殺し事件（にちだいせいころしじけん）は、1935年（昭和10年）に母親が保険金目当てに実の息子を殺害した事件で、日本で初めての保険金殺人事件とされている。太宰治が昭和17年10月に発表した「花火」という小説のモチーフとなった事件であるが、「花火」は戦時下にあるまじき作品として全文削除を命じられ、戦後昭和21年12月に「日の出前」と改題して発表された（新潮文庫「きりぎりす」奥野健男解説より）。

## 概要
1935年（昭和10年）11月3日、東京市本郷区弓町で、日本大学専門部歯科の3年生（長男。当時23歳）が自宅（実家）で強盗に遭い包丁で殺されるという事件が起きる。しかし、まもなく警察の調べで強盗ではなく、保険金目当てで父親（当時52歳）が主導した一家による謀殺であったことが判明する。息子を殺したのは実の母親（当時46歳）であり、長女も手伝ったことがわかった。
実家は長男に生命保険を3社かけていて、合計して六万六千円ほど受け取っている（現在の貨幣価値でいうと一億数千万円、当時の大卒の初任給70円）。当時は生命保険自体そこまで普及していなかった時代であり、妻やほかの子どもには、生命保険はかけられていなかった。
また、父親は犯行時には樺太にいっており、11月9日に帰郷したあと長男の葬儀をしている（父親は樺太の敷香町で医院を開業していた）。
長男の他にも、長女（当時21歳）、次女（当時17歳）、次男（当時11歳）の3人の兄妹がいる。殺害時、警察派出所に出向いたのは次女と次男。

### 実母の供述
```
「午前2時頃、押し入ってきた20歳くらいの男が、私を起こして、金を出せと出刃包丁を突きつけてきたんです。怖くて60円を差し出したんですが、2階に寝ていた長男が騒ぎに気づいて降りてきて、男を捕まえようとしたんです。包丁を振りかざす男に、柔道2段の長男が組み付いたんです。男は長男をメッタ刺しして、60円を奪って逃げたんです」
[
要出典
]
```

上記については引用に当たり匿名化した。